# روابط ایالات متحده آمریکا و فرانسه

مجسمه آزادی هدیه‌ای از مردم فرانسه به مردم آمریکا اعلامیه استقلال ایالات متحده آمریکا.

روابط فرانسه و ایالات متحده آمریکا روابطی است بین فرانسه و آمریکا از سال ۱۷۷۶. فرانسه به دلیل پیمان سال ۱۷۸۷ خود و حمایت نظامیش از جنگ انقلاب آمریکا اولین متحده ایالات متحدهٔ نوین بود. روابط این دو کشور عموماً صلح‌آمیز بوده (به جز درگیری بزرگ‌سال ۱۷۹۸ و کوچک ۱۹۴۲) و برای هر یک از ان‌ها یکی از مهمترین روابطشان است.

## مقایسه دو کشور
|                    | جمهوری فرانسه                                                    | ایالات متحده آمریکا                                                                          |
| ------------------ | ---------------------------------------------------------------- | -------------------------------------------------------------------------------------------- |
| نشان ملی           |                                                                  |                                                                                              |
| پرچم               | فرانسه                                                           | ایالات متحده آمریکا                                                                          |
| جمعیت              | ۶۶٬۶۲۸٬۰۰۰ (۲۰۱۶)                                                | ۳۲۳٬۵۶۱٬۰۰۰ (۲۰۱۶)                                                                           |
| ملیت               | فرانسوی                                                          | آمریکایی                                                                                     |
| وسعت               | 674,843 km2 (260,558 sq mi)                                      | 9,526,468 km2 (3,794,101 sq mi)                                                              |
| تراکم جمعیت        | ۹۸٫۷۳۱۱/km2 (۲۵۵٫۷۱۲۴/sq mi)                                     | ۳۳٫۹۶۴۴۲/km2 (۸۷٫۹۶۷۴۵/sq mi)                                                                |
| پایتخت             | پاریس                                                            | واشینگتن دی سی                                                                               |
| بزرگترین شهر       | پاریس – 2,234,105 (12,161,542 Metro)                             | نیویورک – 8,244,910 (18,897,109 Metro)                                                       |
| نوع حکومت          | حکومت متمرکز نظام نیمه‌ریاستی جمهوری                              | جمهوری مشروطهٔ فدرال                                                                          |
| اولین رئیس‌جمهور    | رئیس‌جمهورشارل دوگل (۱۹۵۹– ۱۹۶۹)                                  | رئیس‌جمهورجورج واشینگتن (۱۷۸۹– ۱۷۹۷)                                                          |
| رئیس‌جمهور کنونی    | امانوئل ماکرون                                                   | دونالد ترامپ                                                                                 |
| تاریخ تأسیس        | در ۴ اکتبر ۱۹۵۸ جمهوری پنجم اعلام شد                             | در ۴ ژوئیه ۱۷۷۶ – اعلامیه استقلال ایالات متحده                                               |
| زبان رسمی          | فرانسه                                                           | انگلیسی                                                                                      |
| ادیان رسمی         | ۵۸٪ مسیحیت ۳۱٪ بی مذهب ۴٪ اسلام ۱٪ یهودی ۱٪ بودایی ۵٪ ادیان دیگر | ۷۰٫۶٪ مسیحیت ۲۲٫۸٪ بی مذهب ۱٫۹٪ یهودی ۰٫۹٪ اسلام ۰٫۷٪ بودایی ۰٫۷٪ هندو                       |
| گروه‌های قومی       | ۸۴٪ فرانسوی ۷٪ سایر اروپایی ها ۷٪ شمال آفریقا ۲٪ سایر قومیت‌ها    | ۷۷٫۱٪ سفیدپوست ۱۳٫۳٪ سیاه‌پوست ۲٫۶٪ سایر نژادها ۵٫۶٪ آسیایی ۱٫۲٪ بومی ۰٫۲٪ جزایر اقیانوس آرام |
| تولید ناخالص ملی   | $2.657 trillion, $35,613 per capita                              | $17.311 trillion, $54,980 per capita                                                         |
| تولید ناخالص داخلی | $2.712 trillion, $42,793 per capita                              | $17.311 trillion, $54,980 per capita                                                         |
| جمعیت بیگانه       | ۱۴۵٬۰۰۰ تعداد فرانسویان در آمریکا.                               | ۱۰۰٬۰۰۰ تعداد آمریکاییان در فرانسه                                                           |
| هزینه نظامی        | ۶۲٫۵ میلیارد دلار                                                | ۷۱۱٫۰ میلیارد دلار                                                                           |

## تاریخچه

### ۲۰۱۶
بلافاصله پس از انتخاب دونالد ترامپ در نوامبر ۲۰۱۶، ۷۵ درصد بزرگسالان فرانسوی، نظر منفی نسبت به او داشتند. نظرشان این بود که او به روابط ایالات متحده و اروپا آسیب رسانده و صلح جهانی را تهدید می‌کند. نیمی از راست‌های فرانسوی‌ها، یعنی طرفداران مارین لو پن، علیرغم اینکه از دیدگاه‌های ترامپ در مورد اسلام، مهاجرت و تجارت حمایت می‌کنند با او مخالفت می‌کردند.

### ۲۰۱۷
در تاریخ ۱۲ ژوئیه ۲۰۱۷، رئیس‌جمهور ترامپ، به عنوان مهمان رئیس‌جمهور امانوئل ماکرون از فرانسه بازدید کرد. دو رهبر مسائل مربوط به مبارزه با تروریسم و جنگ در سوریه را مورد بحث قرار دادند، اما برخی موضوعات دیگر را که اختلاف داشتند، به ویژه تجارت، مهاجرت و تغییرات آب و هوا، را مسکوت گذاشتند.

### ۲۰۱۸
امانوئل ماکرون رئیس‌جمهور فرانسه و دونالد ترامپ رئیس‌جمهور آمریکا روز شنبه در مورد نیاز اروپا برای داشتن قابلیت دفاعی بیشتر موافقت کردند… نشست برای مذاکرات در کاخ الیزه در آستانه مراسم یادبود صدمین سالگرد خاتمه جنگ جهانی اول صورت گرفت، ماکرون از ترامپ با یک دست دادن محکم استقبال کرد…